# Talsperre Hali
Die Talsperre Hali liegt im Wadi Hali in der Provinz Mekka, Saudi-Arabien. Sie ist die dritthöchste Talsperre in Saudi-Arabien. Die Stadt Kiyat befindet sich ungefähr 18 km westlich der Talsperre.
Die Talsperre wurde von 2003 bis 2009 durch die Baufirma Al-Dakheel errichtet. Die Talsperre dient neben dem Hochwasserschutz auch der Bewässerung und Trinkwasserversorgung sowie dem Auffüllen eines Grundwasserreservoirs. Sie ist im Besitz des Ministry of Water and Electricity (MOWE) und wird auch von MOWE betrieben.

## Absperrbauwerk
Das Absperrbauwerk ist eine Gewichtsstaumauer aus Beton mit einer Höhe von 95 m über der Gründungssohle (57 m über dem Flussbett). Die Länge der Bauwerkskrone beträgt 384 m. Die Staumauer ist an der Basis 71 m und an der Krone 8 m breit. Das Volumen der Staumauer umfasst 690.000 m³.
In der Staumauer befinden sich sechs Kontrollgänge, die der Überwachung der Staumauer dienen. Die Staumauer verfügt sowohl über einen Grundablass als auch über eine Hochwasserentlastung. Über die Hochwasserentlastung können maximal 9.000 m³/s abgeleitet werden.

## Stausee
Bei Vollstau erstreckt sich der Stausee über eine Fläche von rund 15 km² und fasst rund 250 Mio. m³ Wasser; damit ist er bzgl. des Volumens der zweitgrößte Stausee in Saudi-Arabien (nach dem Stausee der König-Fahd-Talsperre). Das Einzugsgebiet des Wadis bis zur Staumauer beträgt 4.843 km².